# 재두루미
재두루미(white-naped crane, Antigone vipio)는 두루미과의 새이다. 몸길이는 약 119cm이다. 몸은 푸른색을 띈 회색이며 이마와 눈 가장자리 그리고 뺨은 피부가 노출되어 붉은색을 띤다. 목은 흰색으로 가슴에서 이어지는 회색이 목 앞으로 뾰족한 모양으로 올라와 있다. 새끼는 머리꼭대기에서 뒷목까지 갈색이다. 부리는 황록색이고 다리는 붉은색이다.
10월에 우리나라에 날아와 월동을 하며 강하구, 습지, 갯벌 등에서 조개류·곤충·곡식의 낟알·풀뿌리 등을 먹는다. 시베리아 동부의 아무르강 유역의 습지에서 번식을 한다. 암컷은 2개의 알을 낳으며, 알은 엷은 갈색 바탕에 암갈색 얼룩무늬와 반점이 있다.
중국·몽골·러시아에서 번식하며 환경오염과 서식지 파괴로 멸종 위기에 처해 있다. 대한민국에서는 천연기념물 및 멸종위기 야생생물 Ⅱ급으로 지정되어 보호받고 있다.
먹이를 찾을때는 긴 목을 S자 모양으로 굽히고 땅위를 걸어다니면서 찾는다. 날아오를 때는 날개를 절반 정도 벌리고 몇 걸음 뛰어가면서 활주한 다음 떠오른다.